# 莱州基督教
莱州（原名掖县）教会，属山东省。
据美国山东传教记录记载， 长老会盖利牧师和美南浸信会的海雅西牧师1862年到莱州传教。在集市上遇到了城西宁家的宁中并对他传教。宁中接受了基督教，回村成立了教会。记录显示宁家离城八里路，村民打石头为生。这是最早关于基督教传入莱州的文字记录。 后来由于美国内战， 美南浸信会的经济危机，海雅西牧师暂离山东去上海做翻译维生， 长老会就在宁家建立教会。  
据美国的丹尼尔·W.费舍（Daniel W. Fisher)著的《狄考文传》记载1865年狄考文和郭显德到莱州府布道，滞留了一个星期. 清末，光绪二十六年（1900年）左右。美国牧师娄约翰，在西营房村购买土地，建四层楼教堂一座。其中一间为五层，作为钟楼，俗称锥子楼（地址现莱州建筑公司）。内设教堂，门额“浸信会”。同时在城内大十字路口东路南设福音堂，星期天传教讲道。后有美国牧师兰马丁继任。兰马丁在莱州时间较长（14年），发展教徒，举办学校、医院、孤儿院等。1926年，逊约翰继任，稍后为科立培（均为美国人），最后牧师为路得利（美）和王范五（华）。1942年，教堂被侵华日军占领。
从1906年开始， 在现在莱州医院的地址上建立梅铁医院， 1908年竣工。据传初建时，有梅费尔德、铁泽二姓美国人主持故称为梅铁医院。医院分为梅铁男院和爱麟女院。爱怜女院以美南浸信会的凯瑟麟。慕劳力女士命名。 两院均设有病床。抗战前夕，美人调走，由医生卢仙斋（黄县人）主妇主持，抗战末期毁于战乱。
现在莱州市基督教三自爱国运动委员会借用原德籍天主教神父凯司铎在1902年左右于东关大街路北所建的教堂（据传是购买的民间住宅）作为活动场所。
1989年，中华人民共和国恢复宗教工作，第一届莱州市三自爱国运动委员会因为基督新教原有的聚会场所（现在的莱州医院，莱州剧院、莱州党校、三联家电、莱州林业局、莱州建筑公司一带）已经毁坏，在政府的协调下借用天主教的教堂礼拜至今。莱州教会现有教师（副牧师）一名，长老两名。莱州教堂坐落于莱州东关大街，老槐树向东100米，路北。

### 書籍
1. 【美】丹尼尔·W.费舍. . 关志远、苗风波、关志英译. 桂林: 广西师范大学出版社. 2009.
2. . 1996.
3. 中华续行委办会调查特委会编，蔡咏春等. . 北京: 中国社会科学出版社. 1987.
4. 王治心. . 上海: 上海世纪出版集团. 2007.

### 網站
1. http://www.laizhouba.net/viewthread.php?tid=78573&rpid=654180&ordertype=0&page=1#pid654180%5B%5D